# 西條遊児
西條 遊児（さいじょう ゆうじ、1937年〈昭和12年〉9月10日 - 2018年〈平成30年〉2月12日）は、日本の漫才師・タレント。本名：河内 武夫（かわち たけお）。漫談家の西条凡児の息子で、弟の西條笑児とコンビを組んだ。自身の出身地・兵庫県の地元放送局であるラジオ関西、サンテレビに多く出演した。

## 略歴
神戸市兵庫区出身。関西学院大学法学部卒業後、父・凡児の「秘書兼見習い」として芸能界に入り、1966年に弟とコンビ「西條遊児・笑児」を結成し漫才師デビュー。漫才のかたわら、弟ともにテレビ司会者、ラジオパーソナリティとして数々の番組に出演し、兵庫県内のお茶の間に親しまれた。
2018年2月12日、レギュラーコメンテーターを務めていたラジオ関西の生番組『三上公也の情報アサイチ!』のスタジオに姿を見せず、関係者と連絡が取れなくなった。同日の10時前、スタジオが入居する神戸情報文化ビル内のトイレで意識を失って倒れているところを発見され、神戸市内の病院へ搬送された。同日11時55分、心筋梗塞のため死去。80歳没。

## 人物
- 特技は中国語[2]。
- 晩年は番組の企画を兼ねたウォーキングをライフワークとし、歩き遍路や兵庫県各地の文化財めぐりなどを行っていた。

## 出演番組
ラジオ関西
- スタジオTODAY・ホットに語ろう（1979年10月 - 1995年3月）[1][3]
- 遊児・笑児のおはようさん![4][3]
- 遊児・笑児のよみがえれ神戸
- いざに備えて
- ラジ関モーニング 三上公也です→三上公也の情報アサイチ!（2006年4月 - 2018年2月）
- サンデー神戸[1][3]

サンテレビ
- 530万人の兵庫[3]
- ひょうご日曜フォーラム[1]
- フラッシュひょうご[1]

## 出演CM
- 再春館製薬所（ラジオ）